# Josefov (district de Hodonín)
Pour les articles homonymes, voir Josefov.
Josefov (en allemand : Josefsdorf) est une commune du district de Hodonín, dans la région de Moravie-du-Sud, en Tchéquie. Sa population s'élevait à 430 habitants en 2020.

## Géographie
Josefov se trouve à 9 km à l'ouest de Hodonín, à 50 km au sud-est de Brno et à 232 km au sud-est de Prague.
La commune est limitée par Starý Poddvorov au nord, par Dolní Bojanovice à l'est, par Mikulčice au sud-est, par Moravská Nová Ves au sud et par Prušánky à l'ouest.

## Histoire
Josefsdorf a été fondée en 1782 à l'emplacement de l'ancien village de Kukvice, mentionné en 1383, et nommé d'après l'empereur Joseph II.